# 康定委陵菜
康定委陵菜（学名：Potentilla tatsienluensis）为蔷薇科委陵菜属下的一个种。

## 扩展阅读
- 維基物種上的相關：康定委陵菜